# 石田純治
石田 純治（いしだ じゅんじ、1966年4月8日 - ）は日本の建築家、アーキテクツパーク代表。
ノーマライゼーションの原理を研究し、建築に応用、実践している。

## 略歴
- 1966年 大分県臼杵市出身
- 1985年 大分県立大分上野丘高等学校卒業
- 1989年 京都大学工学部建築学科卒業
- 1989年～北川原温+ILCD（現：北川原温建築都市研究所）
- 1991年 愛知県半田市主催、新美南吉記念館公開設計競技、最優秀賞（1位）[1]
- 1994年 アーキテクツパーク一級建築士事務所、設立
- 1996年 鹿児島県主催、霧島彫刻ふれあいの森アートホール公開プロポーザル、優秀賞（2位）[2]

## 主な作品
- オーベルジュ・フェリス
- 別府の家
- ケンコーコム福岡物流センター
- 平町のガレージハウス
- 山野ミュージックサロン赤坂、吉祥寺
- 用賀メンタルクリニック
- 永山子供の家